# Melibe viridis
Melibe viridis (Kelaart, 1858) è un mollusco nudibranchio appartenente alla famiglia Tethydidae.

## Descrizione
Il corpo è traslucido, lungo fino a 15 cm, di colore dal bianco-giallastro al bruno, ed è costellato di papille e tubercoli bruni, bianchi o grigi; il capo presenta una espansione (velo orale) che forma una sorta di cappuccio intorno alla bocca.

## Biologia
È una specie con abitudini sia bentoniche che pelagiche. 
Abitualmente lo si trova ancorato al fondale ma quando deve cercare nuove fonti di cibo o sfuggire a qualche predatore è in grado, al pari di altre specie di Tethydidae, di mettersi a nuotare. Per far ciò contrae il velo orale ed assume un assetto idrodinamico. Il nuoto non è paragonabile a quello lineare di un pesce, ma è costituito da una serie di ondulazioni e avvitamenti. La permanenza allo stato pelagico può durare alcune ore, e in presenza di correnti costanti può consentire spostamenti anche cospicui.

### Alimentazione
Si nutre di materiale organico in sospensione che viene convogliato verso la bocca dalle contrazioni del velo orale.

### Riproduzione
È una specie ermafrodita: la riproduzione avviene per accoppiamento tra due esemplari che producono contemporaneamente gameti maschili e femminili. Le uova sono avvolte da un nastro gelatinoso tramite il quale si fissano al substrato.

## Distribuzione e habitat
Specie originaria dell'Oceano Indiano occidentale. Incontrata nel Mar Mediterraneo, presso lo Stretto di Messina, per la prima volta nel 1997, è stata poi rinvenuta anche nel Mar Jonio e nel Mediterraneo meridionale. Si tratta di una specie lessepsiana, proveniente dal Mar Rosso. Si trova su fondali sabbiosi o fangosi in presenza di Posidonia oceanica.